# Arrieta (despoblado)
Arrieta es un despoblado que actualmente forma parte de los concejos de Trespuentes, del municipio de Iruña de Oca, y Mendoza, que está situado en el municipio de Vitoria, en la provincia de Álava, País Vasco (España).

## Toponimia
A lo largo de los siglos ha sido conocido con los nombres de Arrieta y Harrieta.

## Historia
Documentado desde 1025 (Reja de San Millán), formaba parte de la Hermandad de Langrares.